# Georges Bell
Pour les articles homonymes, voir George Bell et Bell.
Joachim Hounau, dit Georges Bell, né le 23 janvier 1824 à Pau et mort le 8 janvier 1889 à Paris 17e, est un homme de lettres français.

## Biographie
Fils de Catherine Lever et du médecin Henry Michel Hounau, installé à Paris, Joachim Hounau gagne sa vie pendant quelque temps comme maître d'études au lycée Monge. Au lendemain de la Révolution de février 1848, il quitte son emploi et devient l'un des principaux rédacteurs, avec Hippolyte Seigneuret, du journal La Commune de Paris. Les bureaux de cette feuille révolutionnaire sont installés au no 16 de la rue de Rivoli, chez Joseph Sobrier. C'est également le lieu de réunion du « Club des clubs » (ou Comité centralisateur des clubs), présidé par Aloysius Huber et dont Hounau est l'un des membres.
Lors de la manifestation du 15 mai 1848, une marche pacifique qui dégénère en envahissement de l'Assemblée nationale et en tentative d'insurrection, Hounau est reconnu par Alphonse de Lamartine aux côtés d'Auguste-François Quentin et de Gabriel Laviron dans un groupe mené par l'« ouvrier Albert ». Au cours de l'intrusion des révolutionnaires dans la salle de l'Assemblée, Hounau aurait eu une attitude menaçante à l'encontre de Lamartine. Le soir même, Hounau et Seigneuret sont arrêtés chez Sobrier par la garde nationale, mais Hounau est relâché en l'absence de renseignements. Il se cache alors avec le soutien de Pascal Duprat et reste à Paris sous le pseudonyme de Georges Bell.
Accusé d'avoir commis un attentat contre le gouvernement, Hounau est jugé par contumace au printemps 1849 par la Haute Cour de justice de Bourges. À l'issue du procès, le 3 avril, il est condamné à la déportation. Il est gracié en 1853.
En 1853-1854, Bell compte parmi les collaborateurs du Mousquetaire d'Alexandre Dumas, rédigeant principalement des articles de critique littéraire. Ami très proche de Gérard de Nerval à la fin de la vie de ce dernier, il a également été l'ami et le secrétaire de Joseph Méry.
Au cours des années 1850, Georges Bell collabore à plusieurs journaux et revues. Dans les années 1860, il travaille à La France, à La Presse et à La Liberté d'Émile de Girardin. Au début de la Troisième République, il est l'un des rédacteurs de L'Illustration. Parallèlement à son activité journalistique, il a publié plusieurs romans sous le nom de plume de « Georges Bell ».
À la mort de Girardin, en 1881, Georges Bell quitte La France et suit Charles Laurent au Paris, dont il rédige la critique littéraire. En 1883, il est le rédacteur en chef du Moniteur du Puy-de-Dôme.
Georges Bell meurt à son domicile du no 76 de l'avenue des Ternes le 8 janvier 1889. Ses obsèques ont lieu en l'ancienne église Saint-Ferdinand-des-Ternes.

## Publications
- Études contemporaines : Mlle Person, Paris, Brière, 1854.
- Pradier, Paris, Giraud et Dagneau, 1852.
- Voyage en Chine du capitaine Montfort, avec un appendice historique sur les derniers événements, Paris, Lecou, 1854.
- Études contemporaines : Gérard de Nerval, Paris, Lecou, 1855.
- Le Miroir de Cagliostro, hypnotisme, Paris, Librairie nouvelle, 1860.
- Scènes de la vie de château, Paris, Michel-Lévy frères, 1860.
- Les Grand et les petits personnages du jour : Abd-el-Kader, Paris, Vallée, 1861.
- Les Grand et les petits personnages du jour : Arsène Houssaye, Paris, Vallée, 1862.
- Lucy la blonde, Paris, Michel-Lévy frères, 1863.
- Les Revanches de l'amour, Paris, Michel-Lévy frères, 1864.
- Nuncomar, Paris, Dentu, 1865.
- Ethel, souvenirs d'Afrique, Paris, Hachette, 1866.
- La Croix d'honneur, Paris, Faure, 1867.
- Paris incendié : histoire de la Commune de 1871, Paris, Martinet, 1872.